# Biomechanik

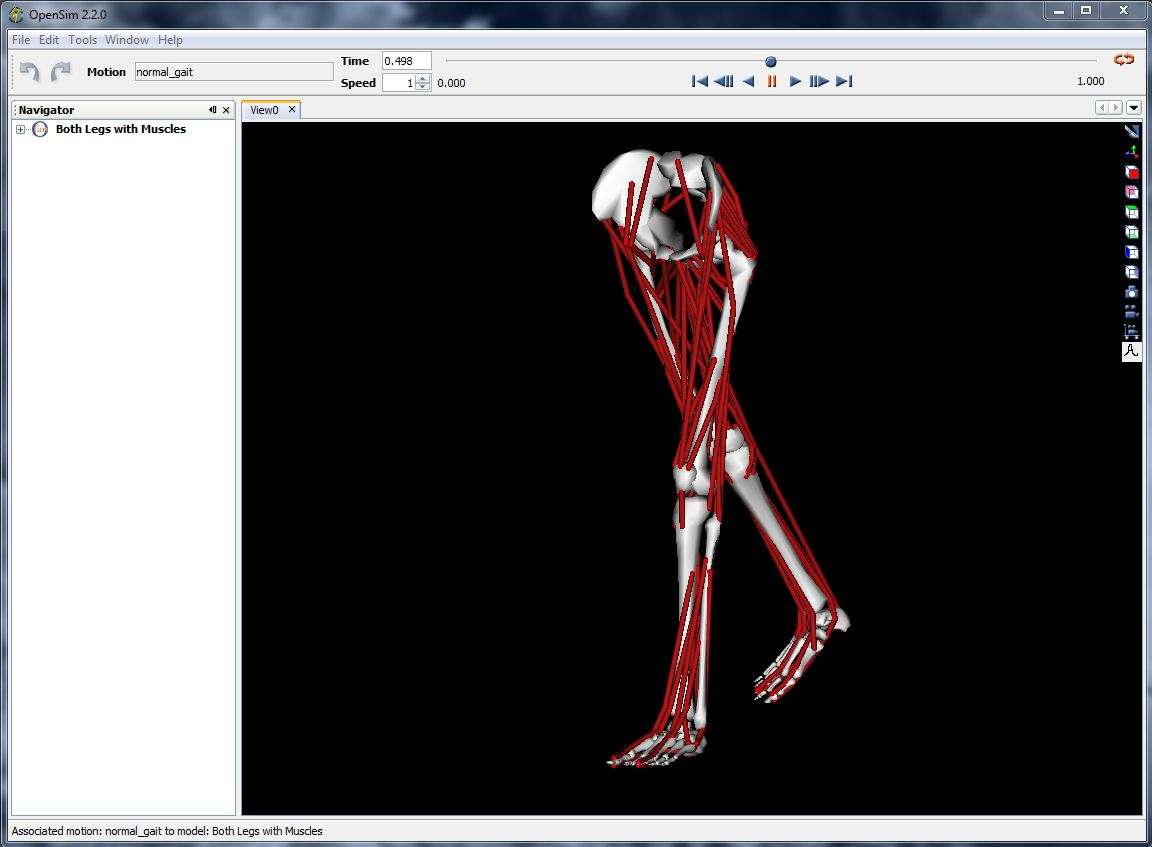
Biomechanisches Modell von Skelett und Muskulatur

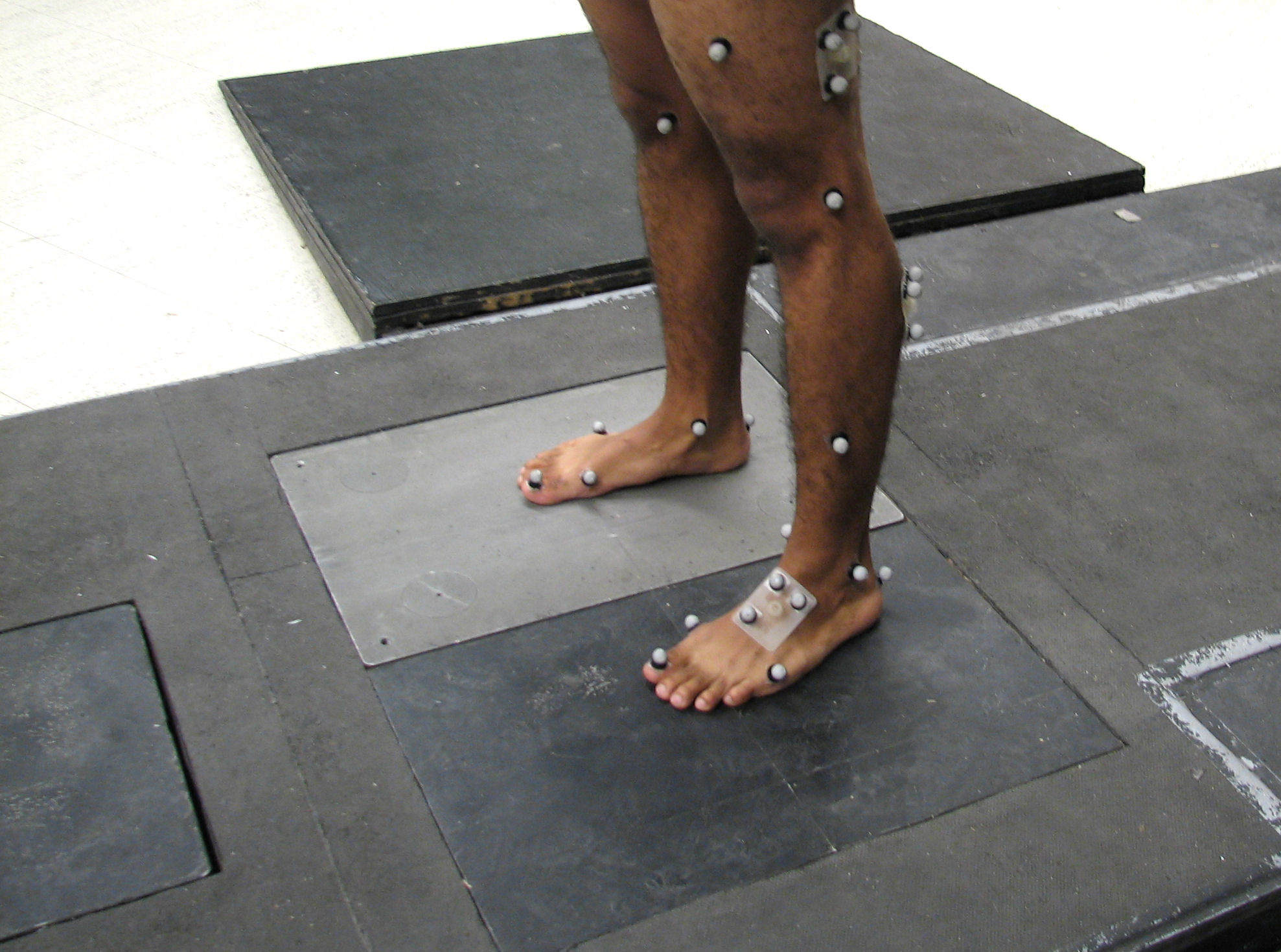
In den Boden eingelassene Kraftmessplatten und Proband mit Reflexionsmarkern für die 3D Bewegungsaufzeichnung (Motion Capture)

Die Biomechanik (von altgriechisch βίος ‚Leben‘ und μηχανική τέχνη ‚Mechanik‘) ist eine interdisziplinäre Wissenschaft, die den Bewegungsapparat biologischer Systeme und die mit ihm erzeugten Bewegungen unter Verwendung der Begriffe, Methoden und Gesetzmäßigkeiten von Mechanik, Anatomie und Physiologie beschreibt, untersucht und beurteilt. In diesem Sinn ist die Biomechanik ein Teilbereich der Bewegungswissenschaft und der Sportwissenschaft.
Die Biomechanik baut auf den Kenntnissen von Physik, Mathematik, Chemie, Biologie, der Anatomie, Physiologie, und Neurophysiologie auf. Untersucht wird eine große Bandbreite von Bewegungen, angefangen von der Grundlagenforschung (zum Beispiel dem Zustandekommen einer Muskelkontraktion) zum menschlichen Gang, von einfachen Bewegungen eines Arbeiters bis hin zu komplexen Bewegungen im Leistungssport. Dabei kommen vielfältige Methoden zur Anwendung zum Beispiel verschiedene Arten der Kraftmessung, der kinematografischen Verfahren, zum Beispiel Motion Capture, der Messung muskulärer Aktivität (Elektromyografie) sowie der Computersimulation. Anwendungsgebiete sind neben dem Leistungs-, Breiten-, Gesundheitssport und der Gesundheitsförderung die Rehabilitation mit ihren Teilbereichen Orthopädie und Neurophysiologie oder auch die Prüfung von Sportgeräten.

## Geschichte

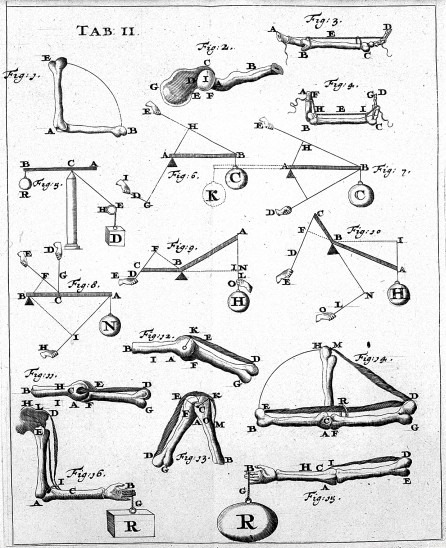
Biomechanische Untersuchung von Borelli (1680)

The Horse in Motion (1878)

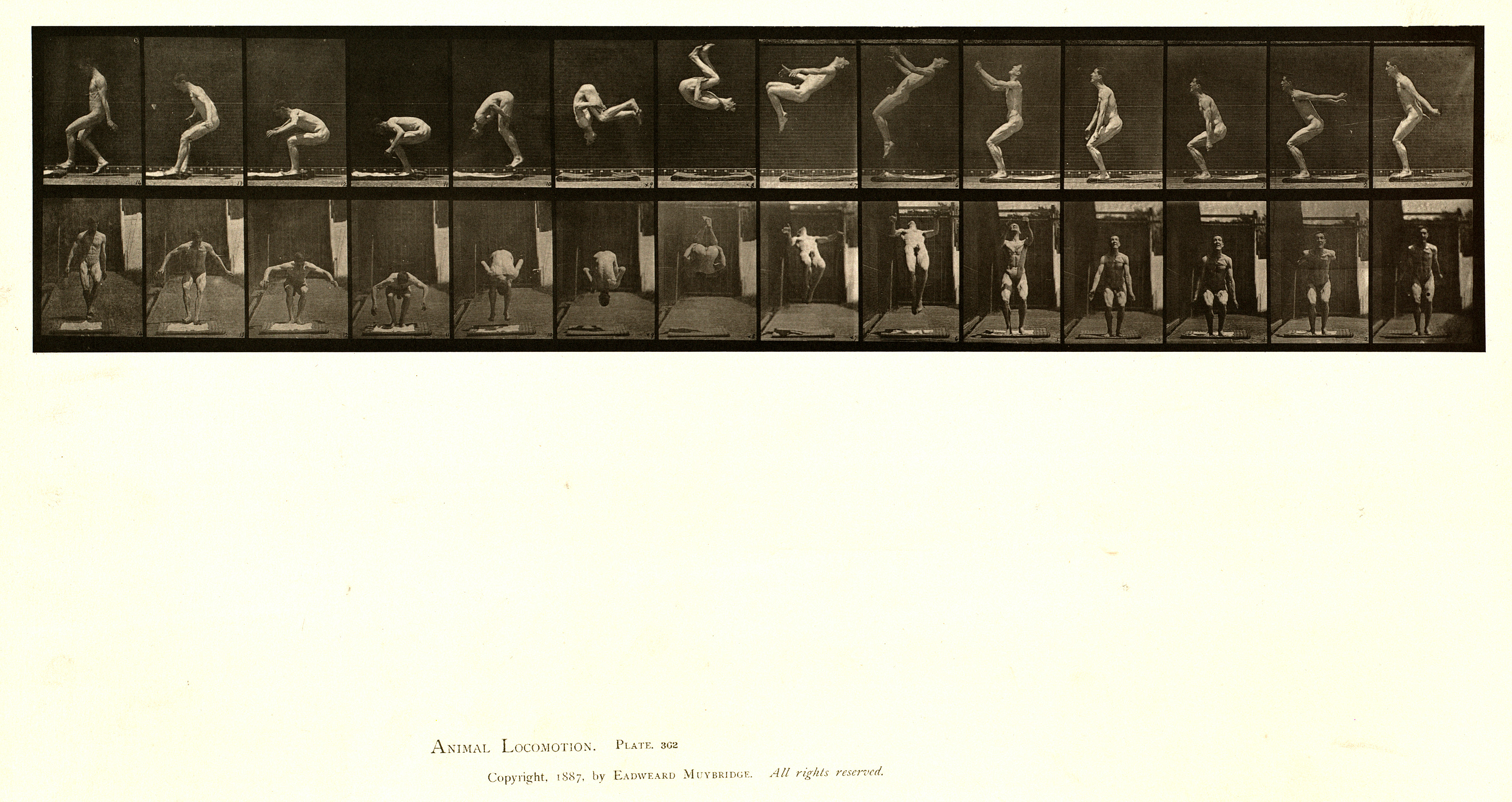
Bewegungsstudie Salto Rückwärts (1887)

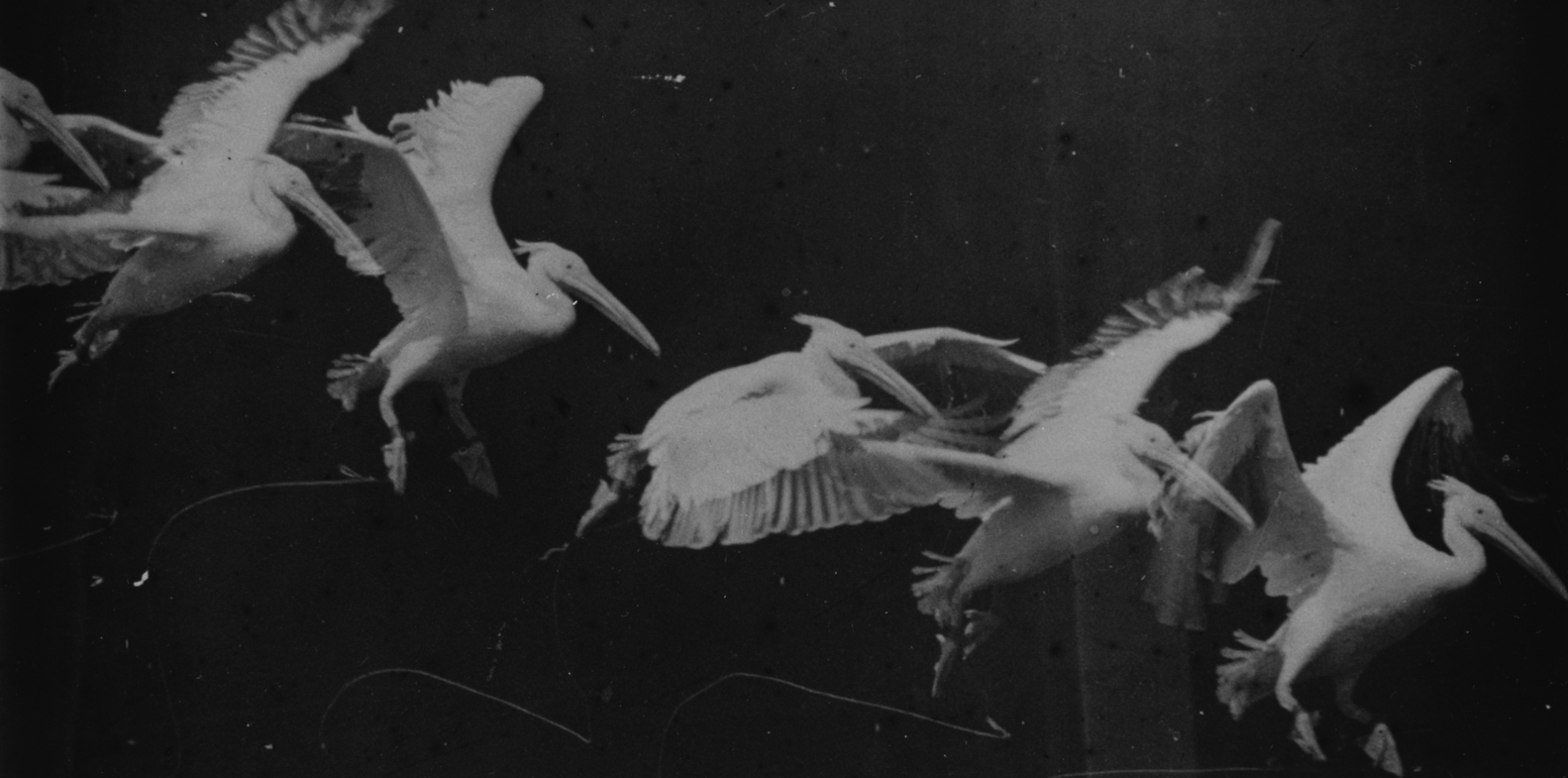
Chronofotografie eines Pelikanflugs, um 1882

Schon in der Antike beschäftigten sich einige Gelehrte mit der Biomechanik. Aristoteles beobachtete bei den Olympischen Spielen die Sportler beim Weitsprung und stellte fest, dass diese mit Hanteln in den Händen weiter sprangen. Von da an beschäftigte er sich auch mit der Verbindung von Physik und lebenden Objekten. So untersuchte er in seinem Werk De motu animalium die Fortbewegung von Tieren.
In der Renaissance untersuchten unter anderem Leonardo da Vinci und Andreas Vesalius funktionelle Aspekte des Bewegungsapparates. Aus dem Jahr 1490 stammt da Vincis Studie über Körperproportionen, der Vitruvianische Mensch. Da Vinci wollte auch „das Innere des Menschen“ genau kennenlernen, wozu er mehr als 30 Leichen seziert haben soll. Er versuchte zudem eine Flugmaschine für Menschen zu bauen und machte sich darum Gedanken, wie die Muskelkräfte des Menschen optimal ausgenutzt werden können. Er stellte dabei fest, dass über ein Hebelwerk die wirkende Kraft vergrößert werden kann. Der Physiker und Mathematiker Giovanni Alfonso Borelli entwickelte mechanische Modellüberlegungen für das statische Gleichgewicht und Bewegungen von Mensch und Tier und berücksichtigte dabei die aktiven und passiven Eigenschaften der Muskulatur. In seinem posthum im Jahre 1680 in Rom erschienenen Buch De motu animalium erklärt er die physiologischen Prozesse im lebenden Organismus nach den Gesetzen der Statik und Hydraulik, indem er den menschlichen Körper mit einer einfachen Maschine vergleicht. Dabei versuchte er den Körperschwerpunkt des Menschen möglichst genau herauszufinden. Borelli zeigte starkes Interesse am Zusammenhang von Muskelverkürzung und Kraftaufwand sowie dem optimalen Angriffswinkel der Kraft.
Aufbauend auf den Erkenntnissen der Physiker Isaac Newton und Galileo Galilei sowie den Mathematikern Joseph-Louis Lagrange, Bernoulli, Leonhard Euler und Young erfolgte im 18. und 19. Jahrhundert eine Verfeinerung der mechanischen Modelle und Methoden als Grundlage der heutigen Biomechanik. Im Jahr 1836 veröffentlichten die Brüder Wilhelm und Eduard Weber unter dem Titel Mechanik der menschlichen Gehwerkzeuge eine detaillierte Untersuchung des menschlichen Gehens.
Die Untersuchung des menschlichen Schwerpunkts wurde um das Jahr 1890 von Braune und Fischer weitergeführt, die beide Pionierarbeit auf dem Gebiet der Biomechanik lieferten. Sie untersuchten, wo der Körperschwerpunkt eines deutschen Infanteristen mit Ausrüstung lag. Die wissenschaftliche Bedeutung ihrer Arbeit lag in der Einbeziehung von Physik und Mathematik in die Physiologie des menschlichen Bewegungsapparates, insbesondere bei der Analyse des menschlichen Ganges. Des Weiteren hatten sie einen erheblichen Anteil an der Entwicklung der modernen Biophysik.
Einen bedeutenden Schritt in der Geschichte der Kinematik machte der englische Fotograf Eadweard Muybridge mit seinen qualitativen Untersuchungen. 1872 wurde er von Leland Stanford engagiert, um die exakte Beinstellung eines galoppierenden Pferdes zu bestimmen. Damit begründete er die Serienfotografie mit komplexen Aufbauten, bestehend aus 12, 24 und schließlich 36 nacheinander auslösenden Fotoapparaten. So wurde erstmals der sichtbare Beweis erbracht, dass sich beim galoppierenden Pferd zeitweise alle vier Beine in der Luft befinden. Bei seinen Serienaufnahmen von Trabern und Galoppern berührten die Pferde einzelne, quer zur Pferderennbahn gespannte Zugdrähte, wodurch sich die elektrisch betriebenen Hochgeschwindigkeitsblenden, der nebeneinander aufgestellten Kameras, kurzzeitig öffneten. 1879 erfand Muybridge das Zoopraxiskop zur Präsentation seiner Reihenaufnahmen, welches die in Einzelbilder zerlegte Bewegung einem Kinofilm ähnlich synthetisierte. Im Jahr 1881 veröffentlichte Muybridge seine berühmten Serienaufnahmen unter dem Titel The attitudes of animals in motion in Form von Albuminpapierabzügen. Mit derselben Technik untersuchte er erstmals menschliche Bewegungen wie zum Beispiel Lauf, Hürdenlauf, Standweitsprung oder Treppensteigen.
1876 benutzte Étienne-Jules Marey den vier Jahre zuvor von Gabriel Lippmann entwickelten Kapillarelektrometer, um die elektrischen Aktivität des Herzens aufzuzeichnen. Dies war ein wichtiger Meilenstein in der Geschichte der Elektrokardiographie. Um 1880 entwickelte er die Chronofotografie zur Rekonstruktion von Bewegungsabläufen, dreidimensionale Rekonstruktionen waren ebenfalls möglich. Er benutzte rotierende photographische Platten in einer gewehrähnlichen Kamera (1882), lichtempfindliche Papierstreifen beziehungsweise Zelluloid (1888) und schließlich Projektionsgeräte (1893) sowie eine 35 mm-Kamera (1899). Seine Fragestellungen betrafen die Bewegung von Tieren (unter anderem Insekten, Vogelflug, Pferde und Katzen) und menschliche Körperbewegungen. Die Chronofotografie betrachtete Marey als die perfekte Anwendung der graphischen Methode.
Der deutsche Chirurg Julius Wolff berichtete über die Wechselbeziehungen zwischen Form und Funktion der einzelnen Gewebe des Organismus. Aufgrund von Beobachtungen in seiner langjährigen Tätigkeit als Chirurg postulierte er das Wolffsche Gesetz (ursprünglicher Titel 1892: Gesetzes der Transformation der Knochen), das den Zusammenhang zwischen Knochengeometrie und mechanischen Einflüssen auf den Knochen beschreibt. Hierfür stand er mit führenden Wissenschaftlern seiner Zeit in regen Kontakt. So unterstützten ihn Karl Culmann, Wilhelm Roux, Christian Otto Mohr und Albert Hoffa bei der Interpretation und Auswertung seiner Forschungsarbeiten. Mit seiner Arbeit führte er die Mechanik und somit physikalische Faktoren in die Evolutionsbiologie ein. Er sah sein Werk als eine Erweiterung der Evolutionstheorie von Charles Darwin. Seine Erkenntnisse, dass sich Knochen veränderten mechanischen Bedingungen anpassen, finden Anwendung in der muskuloskeletalen Forschung, der Orthopädie, Unfallchirurgie, der Rehabilitation, der Mechano- und Zellbiologie sowie im Tissue Engineering.
1922 wurde Archibald Vivian Hill der Nobelpreis für Medizin für seine Arbeiten zur Wärmeentwicklung bei Muskelkontraktionen zugesprochen. Er führte Borellis Ansatz weiter aus und bewies die Abhängigkeit der Muskelverkürzungsgeschwindigkeit von der mechanischen Belastung. Den derzeitigen wissenschaftlichen Stand stellt der Querbrückenzyklus mit der Gleitfilamenttheorie von Hugh Esmor Huxley und Andrew Fielding Huxley dar.
Die Bezeichnung Biomechanik als eigenständiges Fachgebiet entwickelte sich erst in den 1960er Jahren. Im August 1967 fand in Zürich eine erste internationale Wissenschaftliche Konferenz für Biomechanik mit 150 Vertretern aus 24 Staaten statt. Von da an trafen sich die Biomechaniker alle 2 Jahre zu ihren internationalen Konferenzen. Im Jahre 1973 wurde auf der Konferenz in der Penn State University (USA) die Internationale Gesellschaft für Biomechanik (ISB = International Society of Biomechanics) gegründet. Zu der damaligen Zeit stand die Sportbiomechanik im Mittelpunkt des Interesses. Das hat sich jedoch seither geändert. Heute befassen sich die Biomechaniker überwiegend mit Fragestellungen der Wiederherstellung von Bewegungen der Menschen nach Verletzungen oder durch Krankheit hervorgerufenen Bewegungsstörungen (zum Beispiel nach einem Schlaganfall) – Rehabilitation. Aber auch im juristischen Bereich spielt die Biomechanik eine bedeutende Rolle, wenn zum Beispiel Unfallhergänge geklärt werden müssen. Insgesamt hat sich der Themenbereich sehr ausgedehnt. So gehören heute auch Fragen der Bewegungskontrolle durch das Nervensystem eine wichtige Rolle. Die Europäische Gesellschaft für Biomechanik (ESB) wurde im Jahr 1979 gegründet. Ihre Konferenzen (seit 1980) finden alle 2 Jahre statt, jeweils in den Jahren, in denen die ISB nicht tagt. Ihre Hauptthemen sind Bereiche aus der Orthopädie. Die Deutsche Gesellschaft für Biomechanik (DGfB) wurde im Jahr 1997 als gemeinnütziger Verein in Ulm gegründet. Ihr erster Vorsitzender war Lutz Claes. Ihre Kongresse finden seit 1999 alle 2 Jahre statt.

## Grundlagen

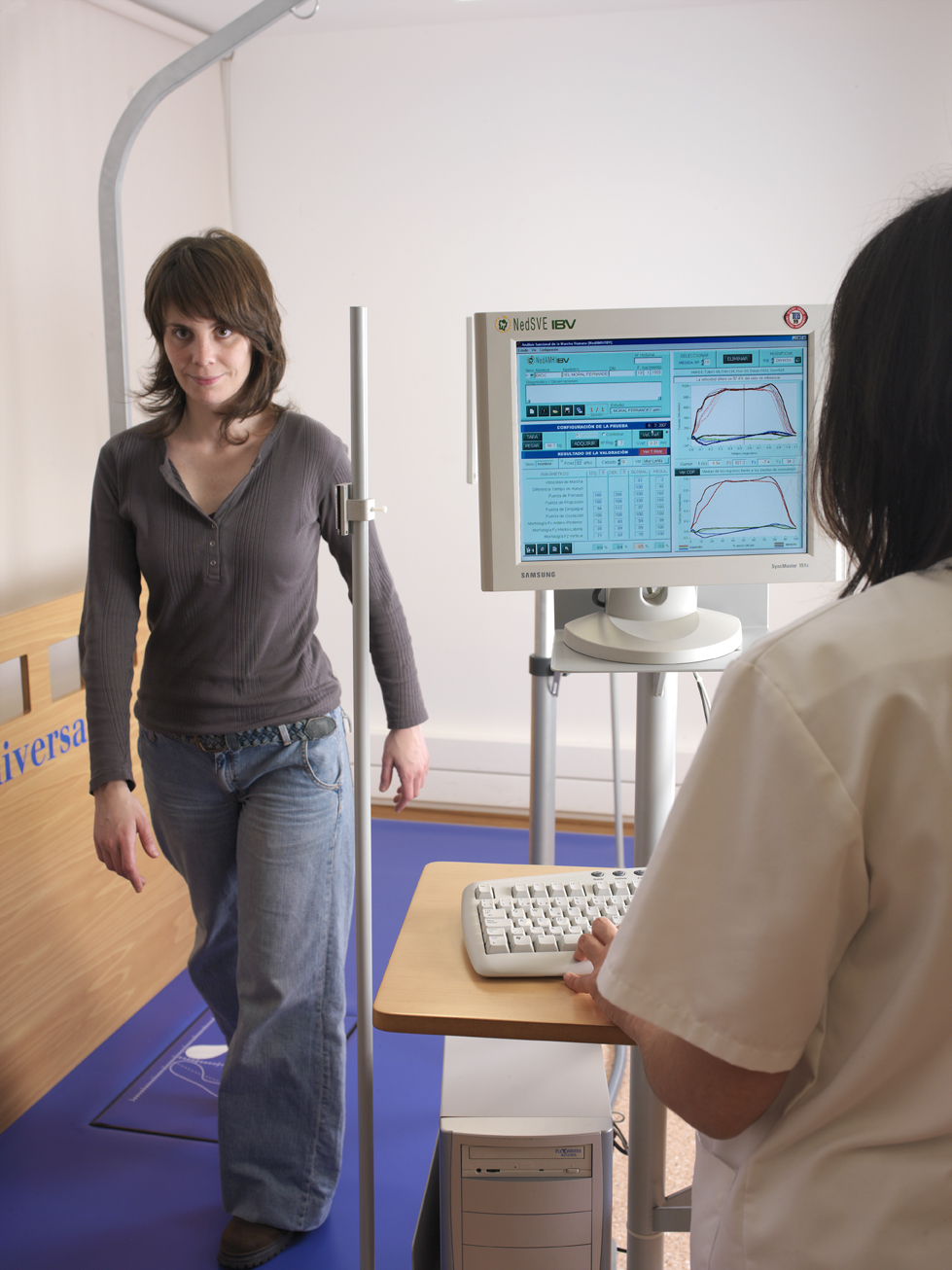
Untersuchung des Fußabdruckes einer Probandin mit Hilfe einer Kraftmessplatte

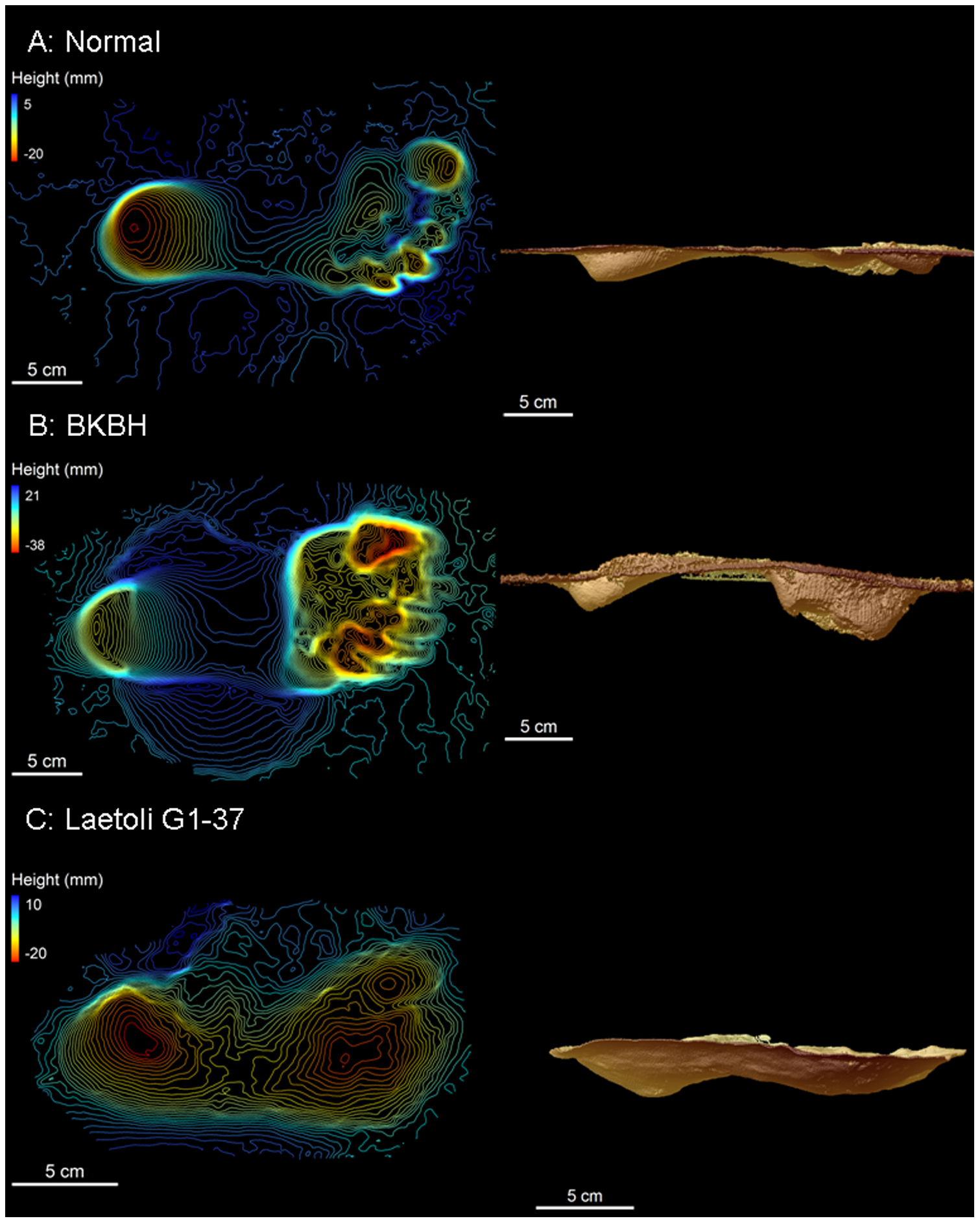
Mit Hilfe einer Kraftmessplatte aufgenommene Konturkarte eines menschlichen Fußabdrucks

Biomechanik als Teildisziplin der Bewegungswissenschaft, Biophysik, Technischen Mechanik und Arbeitswissenschaft beschreibt, untersucht und beurteilt menschliche Bewegungen und den Bewegungsapparat biologischer Systeme unter Verwendung der Begriffe, Methoden und Gesetzmäßigkeiten der Mechanik. Bei der Biomechanik des Sports als Teildisziplin der Sportwissenschaft sind der menschliche Körper, seine Bewegungsmöglichkeiten und die Bewegung Gegenstand der wissenschaftlichen Untersuchung. In speziellen Fällen werden nichtlebende Bewegungsträger in die Betrachtung mit einbezogen, wie zum Beispiel Sportgeräte, orthopädische Hilfsmittel oder Arbeitsgeräte. Mit Hilfe biomechanischer Messverfahren wird die Bewegung in Orts-, Zeit-, Geschwindigkeits-, Winkel- und Kraftmerkmale zerlegt. Dabei kommen Messmethoden wie zum Beispiel Kraftmessungen, Motion Capture oder Elektromyografie zum Einsatz.
Lange Zeit konzentrierte man sich auf den Außenaspekt der Bewegung. Das Hauptziel war dabei eine Theoriebildung zur Formulierung sportartenübergreifender biomechanischer Prinzipien wie zum Beispiel das Prinzip des optimalen Beschleunigungswegs oder das Prinzip der Anfangskraft. Ein weiteres Ziel war die Modellierung des sporttreibenden Menschen hinsichtlich des motorischen Verhaltens, des Körperbaus und der Aufdeckung der leistungsbestimmenden Kenngrößen. Mittlerweile wird der Innenaspekt der Bewegung verstärkt untersucht, wie zum Beispiel bioelektrische Muskel- und Reflexaktivitäten oder die Materialeigenschaften des menschlichen Körpers. Die Biomechanik tritt damit in Interaktion mit anderen Fachgebieten wie zum Beispiel Neurophysiologie, Physiologie oder Anatomie.
Die Biomechanik wird seit einiger Zeit auch als ein Teil der Technischen Mechanik verstanden, da die Belastungen von belebten Strukturen und beispielsweise Maschinenteilen gewisse Ähnlichkeiten aufweisen. Die Optimierungsstrategien von Bäumen und Knochen von Wirbeltieren dienen dabei als Vorbild für den Entwurf von Bauteilen hoher Festigkeit. Längst nicht mehr strittig ist, ob Knochen auf Biegung oder reinen Druck beansprucht werden: Die Analyse der resultierenden Kräfte langer Röhrenknochen zeigt, dass die Knochenschäfte erheblichen Biegemomenten ausgesetzt sind. Sie müssen sowohl Druck- als auch Zugkräfte übertragen. Die Auswirkungen dieser prinzipiell ungünstigen Beanspruchungsform werden im Bewegungsapparat durch passive und aktive Zuggurtung, welche mit spannungsoptischen Modellen ermittelt werden können, vermindert.
|  |  |                       |                       |                       |                       |                       |                       |  |  |                        |                        |                        |                        |                        |                        |  |  |                         |                         |                         |                         | Bewegungs- wissenschaft |                         |  |  |                                                |                                                |                                                |                                                |                                                |                                                |  |  |                             |                             |                             |                             |                             |                             |  |  |                       |                       |                       |                       |                       |                       |  |  |  |  |  |  |  |  |  |  |  |  |
|  |  |                       |                       |                       |                       |                       |                       |  |  |                        |                        |                        |                        |                        |                        |  |  |                         |                         |                         |                         |                         |                         |  |  |                                                |                                                |                                                |                                                |                                                |                                                |  |  |                             |                             |                             |                             |                             |                             |  |  |                       |                       |                       |                       |                       |                       |  |  |  |  |  |  |  |  |  |  |  |  |
|  |  |                       |                       |                       |                       |                       |                       |  |  |                        |                        |                        |                        |                        |                        |  |  |                         |                         |                         |                         |                         |                         |  |  |                                                |                                                |                                                |                                                |                                                |                                                |  |  |                             |                             |                             |                             |                             |                             |  |  |                       |                       |                       |                       |                       |                       |  |  |  |  |  |  |  |  |  |  |  |  |
|  |  |                       |                       |                       |                       |                       |                       |  |  | Energie- verarbeitung  | Energie- verarbeitung  | Energie- verarbeitung  | Energie- verarbeitung  | Energie- verarbeitung  | Energie- verarbeitung  |  |  |                         |                         |                         |                         |                         |                         |  |  |                                                |                                                |                                                |                                                |                                                |                                                |  |  | Informations- verarbeitung  | Informations- verarbeitung  | Informations- verarbeitung  | Informations- verarbeitung  | Informations- verarbeitung  | Informations- verarbeitung  |  |  |                       |                       |                       |                       |                       |                       |  |  |  |  |  |  |  |  |  |  |  |  |
|  |  |                       |                       |                       |                       |                       |                       |  |  | Energie- verarbeitung  | Energie- verarbeitung  | Energie- verarbeitung  | Energie- verarbeitung  | Energie- verarbeitung  | Energie- verarbeitung  |  |  |                         |                         |                         |                         |                         |                         |  |  |                                                |                                                |                                                |                                                |                                                |                                                |  |  | Informations- verarbeitung  | Informations- verarbeitung  | Informations- verarbeitung  | Informations- verarbeitung  | Informations- verarbeitung  | Informations- verarbeitung  |  |  |                       |                       |                       |                       |                       |                       |  |  |  |  |  |  |  |  |  |  |  |  |
|  |  |                       |                       |                       |                       |                       |                       |  |  |                        |                        |                        |                        |                        |                        |  |  |                         |                         |                         |                         |                         |                         |  |  |                                                |                                                |                                                |                                                |                                                |                                                |  |  |                             |                             |                             |                             |                             |                             |  |  |                       |                       |                       |                       |                       |                       |  |  |  |  |  |  |  |  |  |  |  |  |
|  |  | Funktionelle Anatomie | Funktionelle Anatomie | Funktionelle Anatomie | Funktionelle Anatomie | Funktionelle Anatomie | Funktionelle Anatomie |  |  | Arbeits- physiologie   | Arbeits- physiologie   | Arbeits- physiologie   | Arbeits- physiologie   | Arbeits- physiologie   | Arbeits- physiologie   |  |  | Biomechanik             | Biomechanik             | Biomechanik             | Biomechanik             | Biomechanik             | Biomechanik             |  |  | Bewegungs- kontrolle                           | Bewegungs- kontrolle                           | Bewegungs- kontrolle                           | Bewegungs- kontrolle                           | Bewegungs- kontrolle                           | Bewegungs- kontrolle                           |  |  | Psychomotorisches Verhalten | Psychomotorisches Verhalten | Psychomotorisches Verhalten | Psychomotorisches Verhalten | Psychomotorisches Verhalten | Psychomotorisches Verhalten |  |  | Bewegungs- soziologie | Bewegungs- soziologie | Bewegungs- soziologie | Bewegungs- soziologie | Bewegungs- soziologie | Bewegungs- soziologie |  |  |  |  |  |  |  |  |  |  |  |  |
|  |  | Funktionelle Anatomie | Funktionelle Anatomie | Funktionelle Anatomie | Funktionelle Anatomie | Funktionelle Anatomie | Funktionelle Anatomie |  |  | Arbeits- physiologie   | Arbeits- physiologie   | Arbeits- physiologie   | Arbeits- physiologie   | Arbeits- physiologie   | Arbeits- physiologie   |  |  | Biomechanik             | Biomechanik             | Biomechanik             | Biomechanik             | Biomechanik             | Biomechanik             |  |  | Bewegungs- kontrolle                           | Bewegungs- kontrolle                           | Bewegungs- kontrolle                           | Bewegungs- kontrolle                           | Bewegungs- kontrolle                           | Bewegungs- kontrolle                           |  |  | Psychomotorisches Verhalten | Psychomotorisches Verhalten | Psychomotorisches Verhalten | Psychomotorisches Verhalten | Psychomotorisches Verhalten | Psychomotorisches Verhalten |  |  | Bewegungs- soziologie | Bewegungs- soziologie | Bewegungs- soziologie | Bewegungs- soziologie | Bewegungs- soziologie | Bewegungs- soziologie |  |  |  |  |  |  |  |  |  |  |  |  |
|  |  |                       |                       |                       |                       |                       |                       |  |  |                        |                        |                        |                        |                        |                        |  |  |                         |                         |                         |                         |                         |                         |  |  |                                                |                                                |                                                |                                                |                                                |                                                |  |  |                             |                             |                             |                             |                             |                             |  |  |                       |                       |                       |                       |                       |                       |  |  |  |  |  |  |  |  |  |  |  |  |
|  |  | Knochen               | Knochen               | Knochen               | Knochen               | Knochen               | Knochen               |  |  | Atmung                 | Atmung                 | Atmung                 | Atmung                 | Atmung                 | Atmung                 |  |  | Ergonomie               | Ergonomie               | Ergonomie               | Ergonomie               | Ergonomie               | Ergonomie               |  |  | Bewegungslernen                                | Bewegungslernen                                | Bewegungslernen                                | Bewegungslernen                                | Bewegungslernen                                | Bewegungslernen                                |  |  | genetische Vorgaben         | genetische Vorgaben         | genetische Vorgaben         | genetische Vorgaben         | genetische Vorgaben         | genetische Vorgaben         |  |  | Gruppeneinfluss       | Gruppeneinfluss       | Gruppeneinfluss       | Gruppeneinfluss       | Gruppeneinfluss       | Gruppeneinfluss       |  |  |  |  |  |  |  |  |  |  |  |  |
|  |  | Knochen               | Knochen               | Knochen               | Knochen               | Knochen               | Knochen               |  |  | Atmung                 | Atmung                 | Atmung                 | Atmung                 | Atmung                 | Atmung                 |  |  | Ergonomie               | Ergonomie               | Ergonomie               | Ergonomie               | Ergonomie               | Ergonomie               |  |  | Bewegungslernen                                | Bewegungslernen                                | Bewegungslernen                                | Bewegungslernen                                | Bewegungslernen                                | Bewegungslernen                                |  |  | genetische Vorgaben         | genetische Vorgaben         | genetische Vorgaben         | genetische Vorgaben         | genetische Vorgaben         | genetische Vorgaben         |  |  | Gruppeneinfluss       | Gruppeneinfluss       | Gruppeneinfluss       | Gruppeneinfluss       | Gruppeneinfluss       | Gruppeneinfluss       |  |  |  |  |  |  |  |  |  |  |  |  |
|  |  |                       |                       |                       |                       |                       |                       |  |  |                        |                        |                        |                        |                        |                        |  |  |                         |                         |                         |                         |                         |                         |  |  |                                                |                                                |                                                |                                                |                                                |                                                |  |  |                             |                             |                             |                             |                             |                             |  |  |                       |                       |                       |                       |                       |                       |  |  |  |  |  |  |  |  |  |  |  |  |
|  |  | Gelenke               | Gelenke               | Gelenke               | Gelenke               | Gelenke               | Gelenke               |  |  | Kreislauf              | Kreislauf              | Kreislauf              | Kreislauf              | Kreislauf              | Kreislauf              |  |  | Orthopädie              | Orthopädie              | Orthopädie              | Orthopädie              | Orthopädie              | Orthopädie              |  |  | Informations- verarbeitung                     | Informations- verarbeitung                     | Informations- verarbeitung                     | Informations- verarbeitung                     | Informations- verarbeitung                     | Informations- verarbeitung                     |  |  | Erfahrung                   | Erfahrung                   | Erfahrung                   | Erfahrung                   | Erfahrung                   | Erfahrung                   |  |  | Traditionen           | Traditionen           | Traditionen           | Traditionen           | Traditionen           | Traditionen           |  |  |  |  |  |  |  |  |  |  |  |  |
|  |  | Gelenke               | Gelenke               | Gelenke               | Gelenke               | Gelenke               | Gelenke               |  |  | Kreislauf              | Kreislauf              | Kreislauf              | Kreislauf              | Kreislauf              | Kreislauf              |  |  | Orthopädie              | Orthopädie              | Orthopädie              | Orthopädie              | Orthopädie              | Orthopädie              |  |  | Informations- verarbeitung                     | Informations- verarbeitung                     | Informations- verarbeitung                     | Informations- verarbeitung                     | Informations- verarbeitung                     | Informations- verarbeitung                     |  |  | Erfahrung                   | Erfahrung                   | Erfahrung                   | Erfahrung                   | Erfahrung                   | Erfahrung                   |  |  | Traditionen           | Traditionen           | Traditionen           | Traditionen           | Traditionen           | Traditionen           |  |  |  |  |  |  |  |  |  |  |  |  |
|  |  |                       |                       |                       |                       |                       |                       |  |  |                        |                        |                        |                        |                        |                        |  |  |                         |                         |                         |                         |                         |                         |  |  |                                                |                                                |                                                |                                                |                                                |                                                |  |  |                             |                             |                             |                             |                             |                             |  |  |                       |                       |                       |                       |                       |                       |  |  |  |  |  |  |  |  |  |  |  |  |
|  |  | Bänder                | Bänder                | Bänder                | Bänder                | Bänder                | Bänder                |  |  | Muskel- arbeit         | Muskel- arbeit         | Muskel- arbeit         | Muskel- arbeit         | Muskel- arbeit         | Muskel- arbeit         |  |  | Rehabilitation          | Rehabilitation          | Rehabilitation          | Rehabilitation          | Rehabilitation          | Rehabilitation          |  |  | Kontrollmechanismen                            | Kontrollmechanismen                            | Kontrollmechanismen                            | Kontrollmechanismen                            | Kontrollmechanismen                            | Kontrollmechanismen                            |  |  | Wissen                      | Wissen                      | Wissen                      | Wissen                      | Wissen                      | Wissen                      |  |  | Meinungen             | Meinungen             | Meinungen             | Meinungen             | Meinungen             | Meinungen             |  |  |  |  |  |  |  |  |  |  |  |  |
|  |  | Bänder                | Bänder                | Bänder                | Bänder                | Bänder                | Bänder                |  |  |                        | Muskel- arbeit         | Muskel- arbeit         | Muskel- arbeit         | Muskel- arbeit         | Muskel- arbeit         |  |  | Rehabilitation          | Rehabilitation          | Rehabilitation          | Rehabilitation          | Rehabilitation          | Rehabilitation          |  |  | Kontrollmechanismen                            | Kontrollmechanismen                            | Kontrollmechanismen                            | Kontrollmechanismen                            | Kontrollmechanismen                            | Kontrollmechanismen                            |  |  | Wissen                      | Wissen                      | Wissen                      | Wissen                      | Wissen                      | Wissen                      |  |  | Meinungen             | Meinungen             | Meinungen             | Meinungen             | Meinungen             | Meinungen             |  |  |  |  |  |  |  |  |  |  |  |  |
|  |  |                       |                       |                       |                       |                       |                       |  |  |                        |                        |                        |                        |                        |                        |  |  |                         |                         |                         |                         |                         |                         |  |  |                                                |                                                |                                                |                                                |                                                |                                                |  |  |                             |                             |                             |                             |                             |                             |  |  |                       |                       |                       |                       |                       |                       |  |  |  |  |  |  |  |  |  |  |  |  |
|  |  |                       |                       |                       |                       |                       |                       |  |  |                        |                        |                        |                        |                        |                        |  |  |                         |                         |                         |                         |                         |                         |  |  |                                                |                                                |                                                |                                                |                                                |                                                |  |  |                             |                             |                             |                             |                             |                             |  |  |                       |                       |                       |                       |                       |                       |  |  |  |  |  |  |  |  |  |  |  |  |
|  |  | Sehnen                | Sehnen                | Sehnen                | Sehnen                | Sehnen                | Sehnen                |  |  | Fitness                | Fitness                | Fitness                | Fitness                | Fitness                | Fitness                |  |  | Gewebemechanik          | Gewebemechanik          | Gewebemechanik          | Gewebemechanik          | Gewebemechanik          | Gewebemechanik          |  |  | Neurologische Strukturen                       | Neurologische Strukturen                       | Neurologische Strukturen                       | Neurologische Strukturen                       | Neurologische Strukturen                       | Neurologische Strukturen                       |  |  |                             |                             |                             |                             |                             |                             |  |  |                       |                       |                       |                       |                       |                       |  |  |  |  |  |  |  |  |  |  |  |  |
|  |  | Sehnen                | Sehnen                | Sehnen                | Sehnen                | Sehnen                | Sehnen                |  |  | Fitness                | Fitness                | Fitness                | Fitness                | Fitness                | Fitness                |  |  | Gewebemechanik          | Gewebemechanik          | Gewebemechanik          | Gewebemechanik          | Gewebemechanik          | Gewebemechanik          |  |  | Neurologische Strukturen                       | Neurologische Strukturen                       | Neurologische Strukturen                       | Neurologische Strukturen                       | Neurologische Strukturen                       | Neurologische Strukturen                       |  |  |                             |                             |                             |                             |                             |                             |  |  |                       |                       |                       |                       |                       |                       |  |  |  |  |  |  |  |  |  |  |  |  |
|  |  |                       |                       |                       |                       |                       |                       |  |  |                        |                        |                        |                        |                        |                        |  |  |                         |                         |                         |                         |                         |                         |  |  |                                                |                                                |                                                |                                                |                                                |                                                |  |  |                             |                             |                             |                             |                             |                             |  |  |                       |                       |                       |                       |                       |                       |  |  |  |  |  |  |  |  |  |  |  |  |
|  |  | Muskeln               | Muskeln               | Muskeln               | Muskeln               | Muskeln               | Muskeln               |  |  | Arbeit in Wasser/Hitze | Arbeit in Wasser/Hitze | Arbeit in Wasser/Hitze | Arbeit in Wasser/Hitze | Arbeit in Wasser/Hitze | Arbeit in Wasser/Hitze |  |  | Sport                   | Sport                   | Sport                   | Sport                   | Sport                   | Sport                   |  |  | Aufbau und Funktion des Motoneurons            | Aufbau und Funktion des Motoneurons            | Aufbau und Funktion des Motoneurons            | Aufbau und Funktion des Motoneurons            | Aufbau und Funktion des Motoneurons            | Aufbau und Funktion des Motoneurons            |  |  |                             |                             |                             |                             |                             |                             |  |  |                       |                       |                       |                       |                       |                       |  |  |  |  |  |  |  |  |  |  |  |  |
|  |  | Muskeln               | Muskeln               | Muskeln               | Muskeln               | Muskeln               | Muskeln               |  |  | Arbeit in Wasser/Hitze | Arbeit in Wasser/Hitze | Arbeit in Wasser/Hitze | Arbeit in Wasser/Hitze | Arbeit in Wasser/Hitze | Arbeit in Wasser/Hitze |  |  | Sport                   | Sport                   | Sport                   | Sport                   | Sport                   | Sport                   |  |  | Aufbau und Funktion des Motoneurons            | Aufbau und Funktion des Motoneurons            | Aufbau und Funktion des Motoneurons            | Aufbau und Funktion des Motoneurons            | Aufbau und Funktion des Motoneurons            | Aufbau und Funktion des Motoneurons            |  |  |                             |                             |                             |                             |                             |                             |  |  |                       |                       |                       |                       |                       |                       |  |  |  |  |  |  |  |  |  |  |  |  |
|  |  |                       |                       |                       |                       |                       |                       |  |  |                        |                        |                        |                        |                        |                        |  |  |                         |                         |                         |                         |                         |                         |  |  |                                                |                                                |                                                |                                                |                                                |                                                |  |  |                             |                             |                             |                             |                             |                             |  |  |                       |                       |                       |                       |                       |                       |  |  |  |  |  |  |  |  |  |  |  |  |
|  |  |                       |                       |                       |                       |                       |                       |  |  |                        |                        |                        |                        |                        |                        |  |  | Zahnmedizin             | Zahnmedizin             | Zahnmedizin             | Zahnmedizin             | Zahnmedizin             | Zahnmedizin             |  |  | Aufbau des Nervensystems aus motorischer Sicht | Aufbau des Nervensystems aus motorischer Sicht | Aufbau des Nervensystems aus motorischer Sicht | Aufbau des Nervensystems aus motorischer Sicht | Aufbau des Nervensystems aus motorischer Sicht | Aufbau des Nervensystems aus motorischer Sicht |  |  |                             |                             |                             |                             |                             |                             |  |  |                       |                       |                       |                       |                       |                       |  |  |  |  |  |  |  |  |  |  |  |  |
|  |  |                       |                       |                       |                       |                       |                       |  |  |                        |                        |                        |                        |                        |                        |  |  | Zahnmedizin             | Zahnmedizin             | Zahnmedizin             | Zahnmedizin             | Zahnmedizin             | Zahnmedizin             |  |  | Aufbau des Nervensystems aus motorischer Sicht | Aufbau des Nervensystems aus motorischer Sicht | Aufbau des Nervensystems aus motorischer Sicht | Aufbau des Nervensystems aus motorischer Sicht | Aufbau des Nervensystems aus motorischer Sicht | Aufbau des Nervensystems aus motorischer Sicht |  |  |                             |                             |                             |                             |                             |                             |  |  |                       |                       |                       |                       |                       |                       |  |  |  |  |  |  |  |  |  |  |  |  |
|  |  |                       |                       |                       |                       |                       |                       |  |  |                        |                        |                        |                        |                        |                        |  |  |                         |                         |                         |                         |                         |                         |  |  |                                                |                                                |                                                |                                                |                                                |                                                |  |  |                             |                             |                             |                             |                             |                             |  |  |                       |                       |                       |                       |                       |                       |  |  |  |  |  |  |  |  |  |  |  |  |
|  |  |                       |                       |                       |                       |                       |                       |  |  |                        |                        |                        |                        |                        |                        |  |  | Forensische Biomechanik | Forensische Biomechanik | Forensische Biomechanik | Forensische Biomechanik | Forensische Biomechanik | Forensische Biomechanik |  |  | Kontrollaufgabe der einzelnen Hirnabschnitte   | Kontrollaufgabe der einzelnen Hirnabschnitte   | Kontrollaufgabe der einzelnen Hirnabschnitte   | Kontrollaufgabe der einzelnen Hirnabschnitte   | Kontrollaufgabe der einzelnen Hirnabschnitte   | Kontrollaufgabe der einzelnen Hirnabschnitte   |  |  |                             |                             |                             |                             |                             |                             |  |  |                       |                       |                       |                       |                       |                       |  |  |  |  |  |  |  |  |  |  |  |  |
|  |  |                       |                       |                       |                       |                       |                       |  |  |                        |                        |                        |                        |                        |                        |  |  | Forensische Biomechanik | Forensische Biomechanik | Forensische Biomechanik | Forensische Biomechanik | Forensische Biomechanik | Forensische Biomechanik |  |  | Kontrollaufgabe der einzelnen Hirnabschnitte   | Kontrollaufgabe der einzelnen Hirnabschnitte   | Kontrollaufgabe der einzelnen Hirnabschnitte   | Kontrollaufgabe der einzelnen Hirnabschnitte   | Kontrollaufgabe der einzelnen Hirnabschnitte   | Kontrollaufgabe der einzelnen Hirnabschnitte   |  |  |                             |                             |                             |                             |                             |                             |  |  |                       |                       |                       |                       |                       |                       |  |  |  |  |  |  |  |  |  |  |  |  |

## Forschungsgebiete
Aufgabe der Biomechanik ist es, Fragen zur Bewegung und zum Haltungs- und Bewegungsapparat im Rahmen interdisziplinärer Forschungsansätze zu bearbeiten. In der Sportbiomechanik werden Fragen im Leistungs-, Breiten- und Gesundheitssport sowie in der Orthopädie beantwortet sowie Grundlagenforschung betrieben. In der Forschung wird allgemein zwischen der Leistungsbiomechanik, der anthropometrischen Biomechanik und der präventiven Biomechanik unterschieden. Die Biomechanik bearbeitet ein weites und zum Teil sehr komplexes Forschungsgebiet, das vor allem von spezialisierten Wissenschaftlern betrieben wird.
Bei Leistungssportlern geht es darum, mit einer möglichst genauen Untersuchung der Bewegung eventuelle Fehlstellungen der Gelenke oder ähnliche Technikmängel zu beheben und damit zum Beispiel den Beschleunigungsweg zu optimieren. Ein weiterer Anwendungsbereich der Dynamik und Kinematik ist die Rehabilitation. Dort werden zum Beispiel Gangbildaufnahmen zur Therapie von funktionellen Schäden benutzt oder zur optimalen Laufschuhanalyse bei Fehlstellung der Sprunggelenke.
Anwendungsgebiete sind unter anderem:
- Leistungsbiomechanik
  - Technikanalyse, Techniksteuerung
  - Technikoptimierung
  - Konditionsanalyse, Konditionssteuerung
  - Optimierung von Bewegungsabläufen
  - objektive und quantitative Beschreibung und Erklärung sportlicher Bewegungstechniken
- Anthropometrische Biomechanik
  - Eignungsdiagnostik, Leistungsprognose
- Präventive Biomechanik
  - Belastungsanalyse, Belastungsgestaltung
  - gesundheitliche Auswirkungen von sportlichen Bewegungen
- Gang- und Laufanalysen von Mensch und Tier
- Computersimulation von Bewegungen
- Entwicklung von Implantaten, Orthesen und Prothesen
- Rehabilitation
- Posturographie
- Ergonomie
- Allometrie
- Turngeräteprüfung

## Betrachtungsweisen
Es existieren verschiedene biomechanische Betrachtungsweisen, die auf direktem oder indirektem Weg physikalische Größen erfassen. Bei den Messverfahren wird zwischen elektronischen, mechanischen und optischen Verfahren sowie der theoretischen Modellierung unterschieden. Es kommen Methoden der Mechanik, der Anthropometrie, der Medizin sowie Computersimulationen zum Einsatz.

### Mechanik
| \| \| \| \| \| Mechanik \| \| \| \| \| \| \| \| \| \| \| \| \| \| \| \| \| \| \| \| \| \| \| \| \| \| \| \| \| \| \| \| \| \| \| \| \| \| \| \| \| \| \| \| \| \| \| \| \| \| \| \| \| \| \| \| \| \| \| \| \| \| \| \| \| \| \| \| \| \| \| \| \| \| \| \| \| \| \| \| \| \| \| \| \| \| \| \| \| Kinematik Bewegungsgesetze ohne Kräfte \| Kinematik Bewegungsgesetze ohne Kräfte \| Kinematik Bewegungsgesetze ohne Kräfte \| Kinematik Bewegungsgesetze ohne Kräfte \| Kinematik Bewegungsgesetze ohne Kräfte \| Kinematik Bewegungsgesetze ohne Kräfte \| \| \| Dynamik Wirkung von Kräften \| Dynamik Wirkung von Kräften \| Dynamik Wirkung von Kräften \| Dynamik Wirkung von Kräften \| Dynamik Wirkung von Kräften \| Dynamik Wirkung von Kräften \| \| \| \| \| \| \| \| \| \| \| \| \| \| \| \| \| \| Kinematik Bewegungsgesetze ohne Kräfte \| Kinematik Bewegungsgesetze ohne Kräfte \| Kinematik Bewegungsgesetze ohne Kräfte \| Kinematik Bewegungsgesetze ohne Kräfte \| Kinematik Bewegungsgesetze ohne Kräfte \| Kinematik Bewegungsgesetze ohne Kräfte \| \| \| Dynamik Wirkung von Kräften \| Dynamik Wirkung von Kräften \| Dynamik Wirkung von Kräften \| Dynamik Wirkung von Kräften \| Dynamik Wirkung von Kräften \| Dynamik Wirkung von Kräften \| \| \| \| \| \| \| \| \| \| \| \| \| \| \| \| \| \| \| \| \| \| \| \| \| \| \| \| \| \| \| \| \| \| \| \| \| \| \| \| \| \| \| \| \| \| \| \| \| \| \| \| \| Statik Kräfte im Gleichgewicht ruhender Körper \| Statik Kräfte im Gleichgewicht ruhender Körper \| Statik Kräfte im Gleichgewicht ruhender Körper \| Statik Kräfte im Gleichgewicht ruhender Körper \| Statik Kräfte im Gleichgewicht ruhender Körper \| Statik Kräfte im Gleichgewicht ruhender Körper \| \| \| Kinetik Kräfte verändern den Bewegungszustand \| Kinetik Kräfte verändern den Bewegungszustand \| Kinetik Kräfte verändern den Bewegungszustand \| Kinetik Kräfte verändern den Bewegungszustand \| Kinetik Kräfte verändern den Bewegungszustand \| Kinetik Kräfte verändern den Bewegungszustand \| \| \| \| \| \| \| \| \| \| \| \| \| |                                        |                                        |                                        |                                                |                                                |                                                |                                                |                                                |                                                |                             |                             |                                               |                                               |                                               |                                               |                                               |                                               |  |  |  |  |  |  |  |  |  |  |  |  |
| |                                        |                                        |                                        | Mechanik                                       |                                                |                                                |                                                |                                                |                                                |                             |                             |                                               |                                               |                                               |                                               |                                               |                                               |  |  |  |  |  |  |  |  |  |  |  |  |
| |                                        |                                        |                                        |                                                |                                                |                                                |                                                |                                                |                                                |                             |                             |                                               |                                               |                                               |                                               |                                               |                                               |  |  |  |  |  |  |  |  |  |  |  |  |
| |                                        |                                        |                                        |                                                |                                                |                                                |                                                |                                                |                                                |                             |                             |                                               |                                               |                                               |                                               |                                               |                                               |  |  |  |  |  |  |  |  |  |  |  |  |
| Kinematik Bewegungsgesetze ohne Kräfte | Kinematik Bewegungsgesetze ohne Kräfte | Kinematik Bewegungsgesetze ohne Kräfte | Kinematik Bewegungsgesetze ohne Kräfte | Kinematik Bewegungsgesetze ohne Kräfte         | Kinematik Bewegungsgesetze ohne Kräfte         |                                                |                                                | Dynamik Wirkung von Kräften                    | Dynamik Wirkung von Kräften                    | Dynamik Wirkung von Kräften | Dynamik Wirkung von Kräften | Dynamik Wirkung von Kräften                   | Dynamik Wirkung von Kräften                   |                                               |                                               |                                               |                                               |  |  |  |  |  |  |  |  |  |  |  |  |
| Kinematik Bewegungsgesetze ohne Kräfte | Kinematik Bewegungsgesetze ohne Kräfte | Kinematik Bewegungsgesetze ohne Kräfte | Kinematik Bewegungsgesetze ohne Kräfte | Kinematik Bewegungsgesetze ohne Kräfte         | Kinematik Bewegungsgesetze ohne Kräfte         |                                                |                                                | Dynamik Wirkung von Kräften                    | Dynamik Wirkung von Kräften                    | Dynamik Wirkung von Kräften | Dynamik Wirkung von Kräften | Dynamik Wirkung von Kräften                   | Dynamik Wirkung von Kräften                   |                                               |                                               |                                               |                                               |  |  |  |  |  |  |  |  |  |  |  |  |
| |                                        |                                        |                                        |                                                |                                                |                                                |                                                |                                                |                                                |                             |                             |                                               |                                               |                                               |                                               |                                               |                                               |  |  |  |  |  |  |  |  |  |  |  |  |
| |                                        |                                        |                                        | Statik Kräfte im Gleichgewicht ruhender Körper | Statik Kräfte im Gleichgewicht ruhender Körper | Statik Kräfte im Gleichgewicht ruhender Körper | Statik Kräfte im Gleichgewicht ruhender Körper | Statik Kräfte im Gleichgewicht ruhender Körper | Statik Kräfte im Gleichgewicht ruhender Körper |                             |                             | Kinetik Kräfte verändern den Bewegungszustand | Kinetik Kräfte verändern den Bewegungszustand | Kinetik Kräfte verändern den Bewegungszustand | Kinetik Kräfte verändern den Bewegungszustand | Kinetik Kräfte verändern den Bewegungszustand | Kinetik Kräfte verändern den Bewegungszustand |  |  |  |  |  |  |  |  |  |  |  |  |

Die Mechanik lässt sich in Kinematik und Dynamik unterteilen. Die Dynamik geht auf die Ursache von Bewegungen ein und untersucht somit die Kräfte, die der Bewegung zugrunde liegen. Im Gegensatz dazu geht die Kinematik auf die Erscheinung von Bewegungen ein, also Ortsveränderungen von Körpern beziehungsweise Körperpunkten in der Zeit, wobei Körpermaße und angreifende Kräfte unberücksichtigt bleiben.

#### Kinematik

Flugbahnen eines Balls bei verschiedenen Abwurfwinkeln und einer Wurfgeschwindigkeit von 10 m/s (36 km/h) ohne Berücksichtigung des Luftwiderstandes

Die Kinematik ist die Lehre der Bewegung von Punkten und Körpern im Raum, beschrieben durch die Größen Position, Geschwindigkeit und Beschleunigung, ohne die Ursachen der Bewegung (Kräfte) zu betrachten. Den Größen Position, Geschwindigkeit und Beschleunigung bei einer geradlinigen Bewegung (Translation) entsprechen bei einer Drehbewegung (Rotation) die Größen Drehwinkel, Winkelgeschwindigkeit und Winkelbeschleunigung. Die Position eines Punktes wird durch drei Koordinaten im dreidimensionalen Raum festgelegt.
Bei Mehrkörpersystemen ist die Untersuchung räumlicher Mechanismen Gegenstand der Kinematik. Diese Mechanismen sind häufig aus Gelenken und Verbindungen aufgebaut. Mit kinematischen Methoden (siehe Direkte Kinematik) wird die Anzahl der Freiheitsgrade ermittelt und Position, Geschwindigkeit und Beschleunigung aller Körper berechnet.
Um eine Bewegung beschreiben zu können, muss immer ein Bezug zur Umwelt hergestellt werden. Es liegt ein absolutes und ein relatives Koordinatensystem vor. Gemessen wird der Weg, welchen der Körper bei seiner Ortsänderung (Bewegung) zurücklegt und die Zeit, die er braucht, um diesen Weg zurückzulegen. Aus diesen beiden Größen können weitere Merkmale wie Geschwindigkeit und Beschleunigung, bei Rotationen Winkelgeschwindigkeit und Winkelbeschleunigung, abgeleitet werden. Traditionell wird die zeitliche Komponente mit einer direkten Zeitmessung bestimmt. Hierzu dienen Hilfsmittel wie Stoppuhren, Lichtschranken und Kontaktmatten. Die räumliche Komponente wird mit Hilfe von mechanischen und elektronischen Maßbändern erfasst. Sie dient der Bestimmung von Positionen oder den zurückgelegten Wegen. Indirekt können diese Größen durch Differenzieren und Integrieren der Kraft-Zeit-Kurve bestimmt werden.
In der Kinematik werden heute hauptsächlich bildgebende Bewegungsanalysen verwendet. Diese unterscheiden sich in vollständiges und unvollständiges Abbild der Bewegungen. Vollständig kann die Bewegung durch eine Aufnahme per Videokamera wiedergegeben werden. Zu den unvollständigen Messmethoden gehören die LED-Lichtspurmarker, Infrarot-Reflexmarker, Ultraschall und Magnetfeld.

#### Dynamik
Die Dynamik untersucht den Zusammenhang zwischen Bewegungen und die sie verursachenden Kräfte. Dabei beschränkt sich die äußere Biomechanik auf die Kräfte, die zwischen Mensch und Umwelt bestehen. Dies sind die an der Peripherie des Körpers auftretenden Reaktionskräfte, also der Kraftaufwand der einzelnen Muskeln.
Die Dynamik wird weiter untergliedert in die Statik, die sich mit dem Kräftegleichgewicht an unbeschleunigten Körpern befasst, und die Kinetik, die den Zusammenhang zwischen Bewegungen und Kräften erfasst.

##### Statik

Charakteristisches Kraft-Dehnungs-Diagramm eines menschlichen Kniebandes

Bei der Statik stehen die verursachenden Kräfte im Gleichgewicht, so dass es nicht zu einer Bewegung kommt. Damit ein ruhender oder sich unbeschleunigt bewegender Körper in Ruhe bleibt (beziehungsweise sich unbeschleunigt bewegt), müssen die Summen aller Kräfte und Drehmomente, die auf diesen Körper wirken, Null sein. Das ist die Gleichgewichtsbedingung der Statik. Bei Kenntnis der angreifenden Kräfte und Momente lassen sich die reagierenden Auflagerkräfte und die im Körper wirkenden inneren Kräfte und Momente bestimmen.
Die Statik beschäftigt sich unter anderem mit dem Kräftemittelpunkt und dem Schwerpunkt, der Reibung, dem Begriff der Arbeit, der Schnittgrößenbestimmung, der Verformungsberechnung und der Stabilität. Dazu dienen grafische sowie rechnerische Methoden, um die Problemstellungen zu lösen. Neben den klassischen analytischen Methoden erhält immer mehr die numerische Finite-Elemente-Methode Einzug.

##### Kinetik
Die Kinetik befasst sich mit den Kräften, die zu Ortsveränderungen oder Rotationen führen. Sie beschreibt die Änderung der Bewegungsgrößen (Weg, Zeit, Geschwindigkeit und Beschleunigung) unter Einwirkung von Kräften im Raum. In der Kinetik wird zwischen Translationsbewegung und Rotationsbewegung unterschieden. Der Zugang zum Verständnis der dynamischen Merkmale in der Biomechanik ergibt sich aus den klassischen Newtonschen Gesetzen (Trägheitsprinzip, Aktionsprinzip, Wechselwirkungsprinzip).
Über die Sätze der Kinetik lässt sich die Bewegungsgleichung eines Systems in Abhängigkeit einer frei wählbaren Koordinate aufstellen. Wichtige Sätze der Kinetik sind Schwerpunktsatz oder Impulserhaltungssatz, Leistungssatz, Energieerhaltungssatz und Arbeitssatz. Die Kenntnis der äußeren Kräfte ist die Voraussetzung zur Ermittlung der inneren Kräfte. Um die auftretenden Kräfte quantitativ erfassen zu können, werden verschiedene technische Hilfsmittel verwendet. Allen Messverfahren ist jedoch gemeinsam, dass die Kraft in Abhängigkeit von der Zeit (Kraft-Zeit-Diagramm) registriert wird. Das Ergebnis sind Dynamogramme.

### Anthropometrie

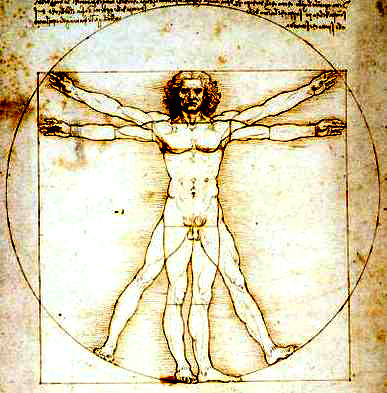
Der vitruvianische Mensch von Leonardo da Vinci – eine der ersten und berühmtesten anthropometrischen Zeichnungen

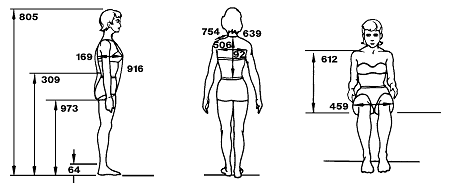
Beispiel einer anthropometrischen Betrachtung

Anthropometrie ist die Lehre der Ermittlung und Anwendung der Maße des menschlichen Körpers. Während die Vermessung des Körpers relativ einfach ist, gestaltet sich die Bestimmung der Teilschwerpunkte der Gliedmaßen schwieriger. Diese Daten wurden früher durch Untersuchung von Leichen gewonnen. Heute lässt sich die Dichte des Gewebes mit Hilfe von Computertomographie bestimmen.

### Modellbildung
Der menschliche Körper und seine Bewegungen weisen eine hohe Komplexität auf. Um diese zu reduzieren und damit Zusammenhänge deutlicher und verständlicher zu machen, bedient man sich häufig der Modellbildung.
Mit dem Erstellen eines Modells wird von der Realität abstrahiert, weil diese in fast allen Fällen zu komplex ist, als dass sie genau abgebildet werden könnte. Es wird auch nicht beabsichtigt, die Realität komplett oder vollständig abzubilden, sondern lediglich eine überschaubare Vereinfachung oder einzelne Teilaspekte darzustellen, die man untersuchen und besser verstehen möchte.
Die Gültigkeit von Modellen sollte immer an der Realität (den realen Messwerten von den entsprechenden beobachteten Vorgängen) überprüft werden.
In der Biomechanik werden Modelle verschiedener Formen verwendet.

#### Physikalische (physische) Modelle
Einfache Formen der Modellbildung in der Biomechanik sind verkleinerte materielle Nachbildungen des menschlichen Körpers oder die von Geräten, an denen die Wirkung von auf sie treffende Kräfte demonstriert werden kann. Ein Beispiel hierfür ist das Holzmodell eines Reckturners, das aus Armen, Rumpf und Beinen besteht. Gummi- und Seilzüge ermöglichen bei diesem Modell eine Bewegung der Gliedmaßen, so dass sich z. B. Felg- und Kippbewegung durchführen lassen. Eine weitere Anwendung sind aero- oder hydrodynamische Untersuchungen. So lassen sich zum Beispiel Windkanalversuche mit verkleinerten Modellen von Sportgeräten und Sportlern (zum Beispiel Bob, Skispringer, Rennradfahrer) durchführen, um so den Strömungswiderstand optimieren zu können.

#### Abstrakte Modelle
Abstrakte Modelle: Abstrakte Modelle repräsentieren Systeme, indem sie grafische Darstellungen zum Beispiel Flussdiagramme (beispielsweise zur Beschreibung eines komplexen Bewegungsablaufs) sowie Symbole und Gleichungen verwenden. Mit ihrer Hilfe können besonders gut parallele und/oder sequentielle Abläufe dargestellt werden. Hierbei werden Erkenntnisse aus der Mechanik, Anatomie und Physiologie genutzt, um Gleichungen zur Abbildung eines Sachverhaltes zu erstellen. Ein Beispiel eines solchen Modells ist der schräge Wurf, mit dem sich die Wurfparabel beim Kugelstoß, Weitsprung oder Hochsprung berechnen lässt. Auch eine Aussage über den Einfluss verschiedener Anfangsbedingungen und Optimierungsmöglichkeiten (zum Beispiel Berechnung des optimalen Abflugwinkels) lassen sich treffen.

#### Wissenschaftliche Modelle
Wissenschaftliche Modelle sind theoretische (abstrakte) schematisierende und vereinfachende Darstellungen eines Objekts oder eines Objektbereichs, an dem einzelne Elemente und deren Funktionen deutlich gemacht werden. Es sollen dabei die wesentlichen Einflussfaktoren identifiziert werden, die für den Prozess bedeutsam sind, der gerade untersucht wird. Häufig werden dazu mathematische Gleichungen verwendet.

#### Mathematische Modelle
Bei mathematischen Modellen werden die Größen, die beobachtet und/oder bestimmt werden sollen, durch mathematische Symbole ausgedrückt. Der Vorteil dieser Modelle besteht außer ihrer Übersichtlichkeit in der Möglichkeit, Variablen als Symbole zu verwenden. Diese können nicht nur Zustände (statisch), sondern auch Entwicklungen (dynamisch) von Prozessen beschreiben. Dadurch lassen sich Ergebnisse, zum Beispiel Endzustände oder die Einflüsse extremer Situationen beobachten und bestimmen. Hierbei ist zu berücksichtigen, dass es in der Biomechanik zwei unterschiedliche Ansätze zur Berechnung der dynamischen Eigenschaften des menschlichen Körpers gibt. Die eine basiert auf dem sogenannten Massenpunktmodell. Dabei wird der Körper als konzentriert in seinem Massenmittelpunkt betrachtet. Die Massenverteilung des Körpers spielt dabei keine Rolle. Bei der anderen wird der gesamte Körper mit seinen Teilsegmenten, das bedeutet auch mit deren Massenträgheitseigenschaften, in die Berechnung mit einbezogen. Das führt zu einem sehr viel höheren Rechenaufwand.
In der Biomechanik geht es häufig um die Berechnungen von Kräften. Dabei bedient man sich sogenannter direkt-dynamischer beziehungsweise invers-dynamischer Modelle.
Mit direkt-dynamischen Modellen lassen sich aufgrund von gemessenen Kräften, die auf den Körper wirken, und kinematischen Daten des Körpers (der dargestellt wird durch miteinander verbundene Teilsegmente), Bewegungsabläufe berechnen und simulieren.
Bei invers-dynamischen Modellen wird von einer vollständigen kinematischen Beschreibung eines Modellkörpers und seiner Teilkörper ausgegangen. Es lassen sich dann daraus nicht messbare Größen wie Kräfte und Drehmomente bestimmen. Auf diese Weise ist es zum Beispiel häufig möglich, Belastungsanalysen an Gelenken oder Muskeln durchzuführen, die einer direkten Kraftmessung, weil sie innerhalb des Körpers liegen, nicht oder nur mit sehr großem Aufwand (wie sie zum Beispiel am Julius-Wolff-Institut der Charité in Berlin vorgenommen werden) möglich ist.

#### Computermodelle
Heute werden die meisten theoretischen Modelle am Computer entworfen. diese Modelle lassen sich dann einfach grafisch darstellen, wie zum Beispiel Geräte, Maschinen (statisch) oder auch Strichmännchen, die sich bewegen (dynamisch). Der Darstellung von Computermodellen liegen die Gleichungen der mathematischen Modelle zugrunde.
Diese Modelle führen dann häufig zu Simulationen der dargestellten Prozesse.

#### Anthropometrische Modelle

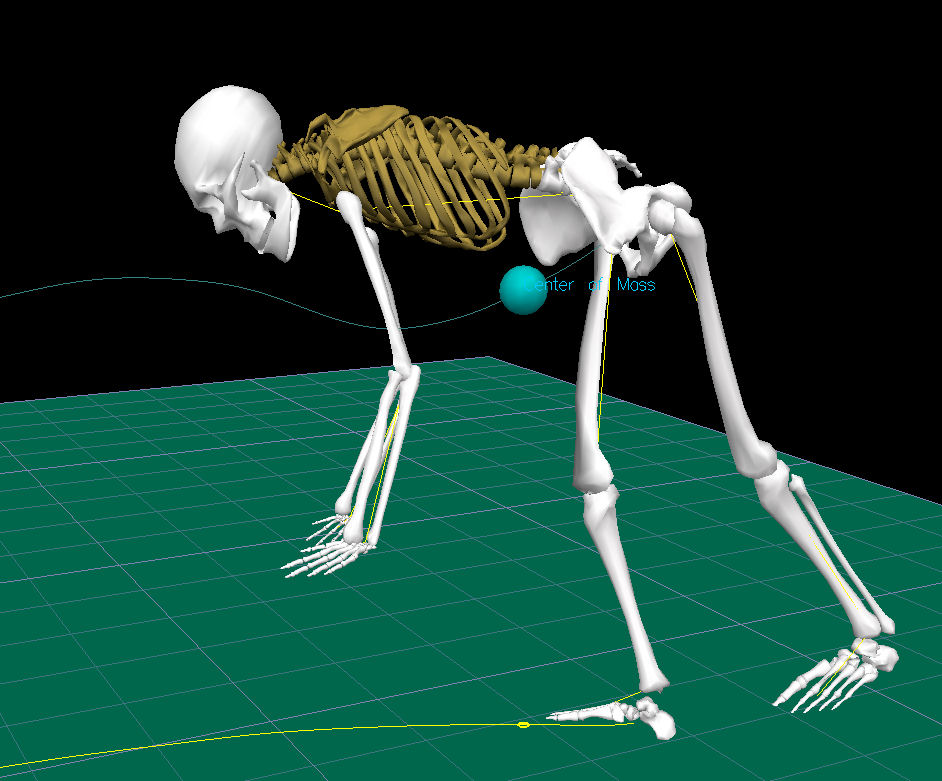
Berechneter Körperschwerpunkt beim Radschlag

In der Anthropometrie sind Modelle des Bewegungsapparates von zentraler Bedeutung. Neben Größe der Gliedmaßen, geometrischer Form der Gelenkflächen und dem Verlauf der Muskeln sind auch Modelle zur Massenverteilung zum Beispiel zur Bestimmung des Körperschwerpunktes (KSP) wichtig.
Zur Beschreibung der Massengeometrie des Menschen können je nach Anwendungszweck einfache geometrischen Formen verwendet werden (zum Beispiel Modelle nach Hanavan oder Saziorski) oder 3D-Modelle, die mit Hilfe von Bodyscannern erzeugt werden. Letztere werden in der Industrie unter anderem zur Untersuchung der Ergonomie von neuen Produkten verwendet. Auch virtuelle Crashtests finden immer häufiger Anwendung.

## Messmethoden

### Kraftmessung

Kraftmessung mit dem hookeschen Gesetz, hier in der Form

Voraussetzung für Kraftmessungen sind Deformationen von Messinstrumentarien durch Kräfte. Diese lassen sich oft auf das hookesche Gesetz zurückführen, welches das elastische Verhalten von Festkörpern beschreibt, deren elastische Verformung annähernd proportional zur einwirkenden Belastung ist (linear-elastisches Verhalten). Daraus lässt sich aus einer vorhandenen Verformung die zu Grunde liegende Kraft berechnen.
Die Messung von Kräften ist zwar mechanisch möglich, sie erfolgt heute im Allgemeinen aber elektronisch. Eine der ersten Apparaturen zum Kraftmessen war die Federwaage, welche sich jedoch als ungeeignet herausstellte. Ein Nachteil war der lange Verformungsweg, welche die Bewegung unter dynamischen und kinematischen Aspekt sehr stark verfälschte. Außerdem haben sie eine sehr niedrige Eigenfrequenz, welche das Antwortsignal ungünstig beeinflusst. Gute Kraftsensoren zeichnen sich durch die hohe Steifigkeit (geringe Verformungswege) und eine hohe Eigenfrequenz aus. Wegen dieser geforderten Eigenschaften haben sich in der Biomechanik vor allem die Kraftmessung mit dem Dehnungsmessstreifen und die Piezoelemente durchgesetzt.

#### Dehnungsmessstreifen

Folien-Dehnungsmessstreifen

Hier kommen sogenannte Dehnungsstreifen zum Einsatz, welche bei Dehnung durch eine äußere Krafteinwirkung verformt werden. Die dadurch resultierende Querschnittsänderung des elektrisch leitenden Drahtes wirkt sich in bestimmten Grenzen proportional auf dessen Widerstand aus. Der Widerstand wird für den bei der Messung fließenden Strom erhöht. Ein großer Vorteil ist, dass die Messstreifen klein sind und zum Beispiel in die Patella- oder Achillessehne eingefügt werden können. Die Probleme bei dieser Art der Messung bestehen hauptsächlich in der mechanischen Konstruktion des Messaufbaus bei mehrdimensionaler Krafteinwirkung sowie in der genauen Bestimmung der Hauptachse.

#### Piezoelektrischer Sensor

Mechanische Kraft auf ein Piezoelement bewirkt eine elektrische Spannung

Beim Piezoelement wird der Piezoeffekt ausgenutzt, bei dem kleine Kristalle aus Quarz zusammengedrückt werden. Die molekulare Gitterstruktur wird auf den äußeren Druck so verschoben, dass die Kristalle mit elektrischen Ladungsveränderungen an der Oberfläche reagieren. Diese auftretende Ladungsänderung verändert sich proportional (zu zirka 99,5 %) zur einfließenden Kraft. Die Messplattformen, welche diesen piezoelektrischen Effekt ausnutzen, bestehen aus einem Grundrahmen und einer auswechselbaren Deckplatte. Zwischen diesen beiden Teilen sind unter hoher Vorspannung vier 3-Komponenten-Kraftaufnehmer eingebaut.

#### Kraftmessplatten

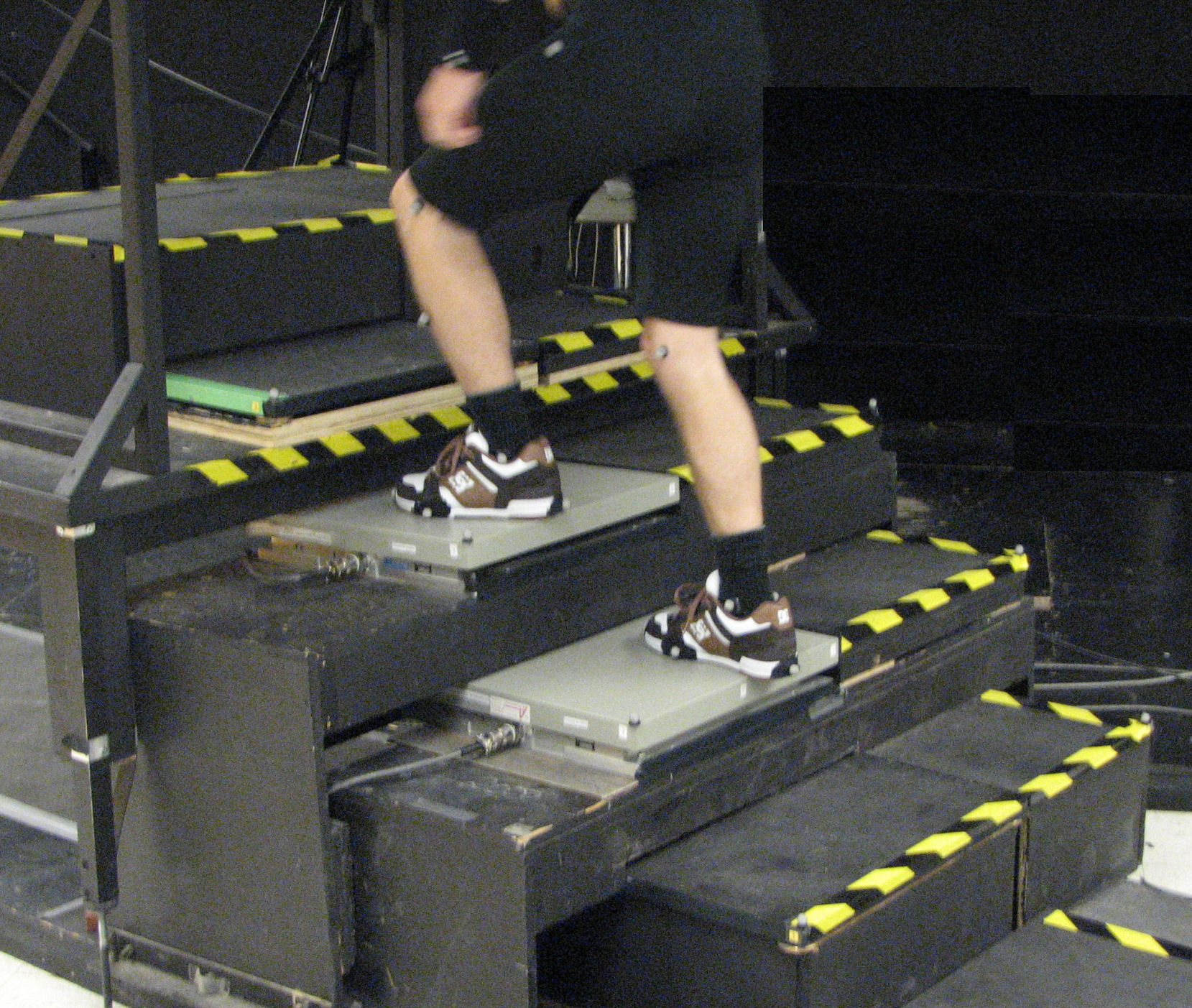
Treppe mit Kraftmessplatten

Kraftmessplatten stellen die Grundlage zur Bestimmung von Bodenreaktionskräften und Drehmomenten im Stand, beim Gehen/Laufen sowie bei weiteren sportlichen Bewegungen dar. Somit lassen sich global wirkende externe Kräfte für verschiedene Zwecke messen. Mobile Kraftmessplatten lassen sich variabel im Boden positionieren und ermöglichen eine vielseitige Einsetzbarkeit. Kraftmessplatten werden häufig in Verbindung mit Squat Jumps, Counter Movement Jumps oder Drop Jumps eingesetzt.

### Elektromyografie
Elektromyografie ist eine experimentelle Technik, die sich der Entstehung, Aufzeichnung und Analyse des elektrischen Aktivierungszustands des Muskels und des Innervationsverhaltens widmet. Myoelektrische Signale werden durch physiologische Zustandsvariationen der Muskelfasermembran generiert. Der Fokus der Oberflächen-Elektromyografie (OEMG oder SEMG, im Gegensatz zu Nadel-Elektromyografie) liegt auf der Erfassung und Analyse der willkürlichen Muskelaktivierung in funktionellen Bewegungen, posturalen Aktivitäten oder Therapie- und Trainingsübungen.

### Motion Capture

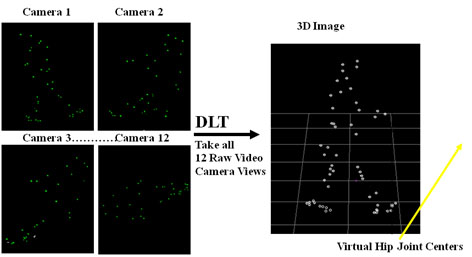
3D-Ganganalyse mit Hilfe von Motion Capture

Komplexe dynamische Bewegungen können mit Hilfe von Motion-Capture-Verfahren aufgezeichnet und am Computer in 3D analysiert werden. Kleine, reflektierende Markierungen werden auf Mensch oder Objekt angebracht und mittels mehrerer Infrarotkameras mit einer Frequenz von bis zu 240 Hz und einer Auflösung von weniger als 1 mm detektiert. Mit dieser Information ist es schließlich möglich beispielsweise Gelenkwinkelverläufe während des Laufens oder Springens zu ermitteln (Kinematik). Über Kraftmessplatten extern wirkende Kräfte können synchron bestimmt werden (Kinetik). Diese können über anthropometrische Körpermodelle auf die Gelenke umgerechnet werden (inverse Dynamik), um somit zum Beispiel Gelenkbelastungen zu bestimmen. Ferner besteht die Möglichkeit die Muskelaktivität (Elektromyografie) zu messen und somit Aussagen über die muskuläre Gelenksteuerung zu treffen. Die Integration der drei Methoden Kinematik, Kinetik und Elektromyographie ermöglicht es Einblicke in die Gelenk- und Bewegungskontrolle während hochdynamischer Bewegungen zu erhalten.
Über eine geeignete Kalibrierung werden die Aufnahmen mit einer Software wie zum Beispiel Simi Motion oder Vicon weiterverarbeitet. Damit können die zeitlichen Verläufe von Reflexmarker-Koordinaten und Gelenkwinkeln sowie deren Geschwindigkeiten und Beschleunigungen aufgezeigt werden. Zusätzlich kann durch die Verwendung eines standardisierten Massenverteilungsmodells (zum Beispiel Hanavan-Modell) oder durch Eingabe individueller Daten der Massenverteilung die Kinematik des Körperschwerpunkts berechnet werden.

### Computergesteuertes Laufband
Mit computergesteuerten Laufbändern können die Geschwindigkeiten des Bandes über externe Triggersignale reguliert werden. Aufgrund dieser technischen Vorrichtung und der besonderen Beschleunigungsleistung des Laufbandes ist es zum Beispiel möglich, beschleunigende oder abstoppende Störreize während des Stehens, Gehens oder Laufens zu applizieren. So können beispielsweise Stolpersituationen simuliert und analysiert werden.

### Umknickplattform
Mit Hilfe einer Umknickplattform ist es möglich Umknickbewegungen des Sprunggelenks zu simulieren und somit Mechanismen von Supinationstraumen des Sprunggelenks zu untersuchen. Weitere Anwendung findet dieser Messaufbau beispielsweise in der funktionellen Bewertung von Sprunggelenksorthesen. Über einen Federmechanismus können mit dieser Versuchsapparatur plötzliche Seitwärtsbewegungen von normierter Stärke ausgelöst werden. Die Plattform besteht aus einer beweglichen Klappe, deren Achslagerung sowohl Inversions- als auch Plantarflexionsbewegungen zulässt. Diese Konstruktion ermöglicht die isolierte Betrachtung der einzelnen Bewegungskomponenten (Inversion, Plantarflexion, Rotation, Translation), welche bei typischen Supinationstraumen des Sprunggelenks auftreten. Über einen Elektromagneten kann die Kippbewegung auf einen zuvor eingestellten Neigungswinkel ausgelöst werden. Diese Bewegung wird durch ein Elektrogoniometer und einen Beschleunigungssensor an der Apparatur analysiert. Durch Anbringung eines Zweiachsengonimeters am Sprunggelenk der Versuchsperson werden Plantarflexion und Inversion direkt am Sprunggelenk während der Simulation eines Supinationstraumas gemessen. Zusätzlich kann die Muskelaktivität während der Bewegung mittels Elektromyographie bestimmt werden.

### Weitere Messmethoden
In der Biomechanik kommen noch weitere Messmethoden zum Einsatz, wie zum Beispiel:
- Wägezelle
- Kraftaufnehmer
- Widerstandsmessgerät
- Hall-Sensor
- Kapazitive Messverfahren
- Druckverteilungsmessung
- Goniometer (Winkelmessung)
- Beschleunigungsmesser
- Datenhandschuh

## Biomechanik in der Verkehrssicherheit

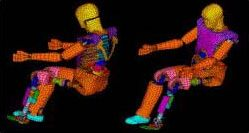
3D-Computersimulation des Verhaltens eines Crashtest-Dummys

In der aktiven Sicherheit konzentriert sich die Biomechanik auf dynamometrische und ergometrische Aspekte und deren Einflussfaktoren. Die mechanische Belastbarkeit des lebenden Körpers oder von Körperteilen wird durch die Biomechanik der passiven Sicherheit behandelt und findet bei der Auslegung von Fahrzeugen und deren sicherheitsrelevanten Einrichtungen zur Vermeidung zu hoher physikalischer Belastungen und den damit zusammenhängenden Verletzungen des menschlichen Körpers Verwendung.
Im Rahmen von Verkehrsunfällen spielen biomechanische Gutachten eine immer größere Rolle. So hielt in der Schweiz das Bundesgericht fest:

„[…] biomechanische Gutachten stellen nach der Rechtsprechung der sozialrechtlichen Abteilung des Bundesgerichts klassische Beweismittel dar, die gewichtige Anhaltspunkte zur – mit Blick auf die Adäquanzprüfung – relevanten Schwere des Unfallereignisses zu liefern vermögen. […] Dass derartige Expertisen aus Sicht des Sozialversicherungsrechts im Rahmen der rechtlichen Beurteilung der Adäquanz bei erstellter natürlicher Kausalität relevant werden, bedeutet nicht, dass entsprechenden Gutachten ausschliesslich zur Bereitstellung der tatsächlichen Grundlagen im Hinblick auf die Rechtsfrage der Adäquanz Beweiswert zuerkannt werden darf. Dies liefe auf die Einführung einer bundesrechtlich nicht statuierten Beweismittelbeschränkung hinaus und liesse sich beweisrechtlich nicht begründen.“

Das Bundesgericht selbst erachtete in einem Haftpflicht-Fall, dem wie hier ein Streit über die Ursache des auf ein HWS-Trauma hindeutenden Beschwerdebildes nach einer Auffahrkollision zugrunde lag und in dem die Diagnose eines Schleudertraumas und seiner Folgen nicht durch zuverlässige ärztliche Angaben gesichert war, die Mitberücksichtigung der Ergebnisse eines biomechanischen Gutachtens zur Ermittlung der natürlichen Kausalität implizit für zulässig.

## Studium
Da die Biomechanik naturwissenschaftliche als auch ingenieurwissenschaftliche Inhalte besitzt, ist der Bachelorabschluss sowohl als Bachelor of Science (B.Sc.), oder als Bachelor of Engineering (B.Eng.) möglich. Im Anschluss an das Bachelorstudium oder des Diploms kann ein Masterstudium mit verschiedenen Spezialisierungsmöglichkeiten durchgeführt werden. In Deutschland und dem deutschsprachigen Ausland (A, CH) ist das Studium der Biomechanik sowohl an Fachhochschulen (FH), Universitäten (UNI) und technischen Universitäten (TU) möglich. Es existiert zum einen die Möglichkeit über ein ingenieurwissenschaftliches Studium der Medizintechnik beziehungsweise der Biomedizintechnik in die Biomechanik zu gelangen. Des Weiteren ist der Bereich der Biomechanik auch über den Zweig der Orthopädie oder Sportwissenschaft möglich. Ebenso bietet ein Maschinenbaustudium die Möglichkeit, sich in den Bereich der Biomechanik zu vertiefen.